# 濱海肖勒姆
濱海肖勒姆是英格蘭西薩塞克斯的一座臨海城市。據2011年人口普查，該市有人口48,487人。